# Vous avez un message
Pour plus de détails, voir Fiche technique et Distribution.
Vous avez un message (You've Got Mail), également typographié Vous avez un mess@ge (You've Got M@il), est un film américain réalisé par Nora Ephron, sorti en 1998.

## Synopsis
Kathleen Kelly est l'heureuse propriétaire d'une petite librairie « The Shop Around the Corner », héritage maternel, et vit avec son fiancé Frank qui est écrivain et journaliste. Issu d'une famille richissime, Joe Fox vient d'ouvrir une librairie de la chaîne de Fox Books, ouverture qui va provoquer la fermeture des petites librairies avoisinantes, ce dont il est conscient mais les affaires sont les affaires. Il est également fiancé avec Patricia, éditrice narcissique au caractère bien trempé.
Dans la vraie vie, les jeunes gens se détestent cordialement. Sans le savoir, ils se connaissent pourtant, ayant entamé une relation sur Internet de manière purement amicale, sous les pseudonymes respectifs de Shopgirl et NY152. Lorsqu'ils décident de se rencontrer, Joe est le premier à apprendre la vérité. À partir de là, son regard sur la jeune femme passionnée et idéaliste va changer.

## Fiche technique
- Titre original : You've Got Mail
- Titre français : Vous avez un mess@ge
- Réalisation : Nora Ephron
- Scénario : Nora Ephron, Delia Ephron
- Musique : George Fenton
- Photographie : John Lindley
- Production : Nora Ephron et Lauren Shuler Donner
- Société de distribution : Warner Bros. Entertainment
- Budget : 65 000 000 $
- Pays de production :  États-Unis
- Langue originale : anglais
- Format : couleurs - 35 mm - 1,85:1 - Dolby stéréo
- Genre : comédie romantique
- Durée : 119 minutes
- Dates de sortie :
  - États-Unis : 18 décembre 1998
  - France : 20 janvier 1999

## Distribution
- Meg Ryan (VF : Virginie Ledieu) : Kathleen Kelly
- Tom Hanks (VF : Jean-Philippe Puymartin) : Joe Fox
- Greg Kinnear (VF : Thierry Wermuth) : Frank Navasky
- Parker Posey (VF : Dominique Westberg) : Patricia Eden
- Jean Stapleton (VF : Janine Souchon) : Birdie Conrad
- Steve Zahn (VF : Didier Cherbuy) : George Pappas
- Heather Burns (VF : Natacha Muller) : Christina Plutzker
- Dave Chappelle (VF : Lucien Jean-Baptiste) : Kevin Jackson
- Dabney Coleman (VF : Pierre Hatet) : Nelson Fox, le père de Joe
- John Randolph (VF : Claude Nicot) : Schuyler Fox, grand-père de Joe
- Deborah Rush : Veronica Grant
- Hallee Hirsh : Annabelle Fox
- Jeffrey Scaperrotta : Matthew Fox (Matt)
- Cara Seymour : Gillian Quinn
- Katie Finneran : Maureen
- Sara Ramírez : Rose
- Michael Badalucco : Charlie
- Veanne Cox : Miranda Margulies
- Katie Sagona : Kathleen Kelly jeune
- Kathryn Meisle : Cecilia Kelly
- Chris Messina : vendeur chez Fox
- Reiko Aylesworth : une invitée de Thanksgiving

## À propos du film
Vous avez un mess@ge est un remake du film d'Ernst Lubitsch, Rendez-vous (The Shop Around the Corner), sorti en 1940, avec Margaret Sullavan et James Stewart, lui-même tiré de la pièce de théâtre La Parfumerie (en) (1937) de Miklós László. L'histoire a été transposée de Budapest à New York, la boutique de maroquinerie est devenue une librairie, The Shop Around the Corner, et, signe des temps, les deux amoureux dialoguent désormais par courrier électronique.
La réalisatrice Nora Ephron, habituée des comédies romantiques, reforme ici le couple vedette de Nuits blanches à Seattle avec Meg Ryan et Tom Hanks.

## Musique
La musique originale de George Fenton est complétée tout le long du film par des reprises de chansons des années 1960 et 1970, : 
- Harry Nilsson, The Puppy Song (en) : générique d'ouverture
  - Kathleen Computer Sneak : messages
- The Cranberries, Dreams : trajet matinal
  - What A Beautiful Day! : à la librairie
  - Butterflies In The Subway : d'autres messages
  - Goodnight Dear Void : encore des messages
- Bobby Day, Rockin' Robin : au marché avec les enfants

Lorsque Joe et les enfants quittent la librairie de Kathleen on entend brièvement Never Smile at a Crocodile chanté par les Paulette Sisters.
- Bobby Darin, Splish Splash : grande ouverture
  - Books Are Cocktails : cocktail chez les éditeurs
- Louis Armstrong, Dummy Song : chez Zabar's

Lors de la soirée de Thanksgiving chez les Fox, Annabel chante la chanson Tomorrow du film Annie. Chez elle, Kathleen, Christina, Frank et George, accompagnés au piano par Birdie, chantent en canon la partie des violons, de la clarinette et du cor de The Orchestra Song, sur la musique (1963) de William Schuman, et sur des paroles un peu différentes de celles de la chanson traditionnelle autrichienne. 
- Harry Nilsson, Remember : à l'approche de Noël 
  - To The Mattresses : la révolte gronde
  - Meet Me At Cafe Lalo : appel à l'aide
- Roy Orbison, Dream (en) : après le Cafe Lalo
  - You Weren't There : lâcher prise
  - I Was In Vancouver : tentative d'explications
  - Dear Friend : lâcher prise
  - To The Movies And Back : mise au point
  - Remember : on ferme
  - Empty Store : on déménage
- Randy Newman, Lonely at the Top : Fox père et fils
- Stevie Wonder, Signed, Sealed, Delivered I'm Yours : une visite
  - For Years To Come : merci pour les marguerites
- Sinéad O'Connor, I Guess the Lord Must Be in New York City (en) : un « ajustage »
  - Are You Married? : l'ajustage
  - NY 152 : prosaïsme
  - I'll Be Waiting : un rendez-vous:
  - If Only : si seulement
  - Over The Rainbow : le rendez-vous
- Harry Nilsson, Over the Rainbow : la réponse

## Lieux de tournage

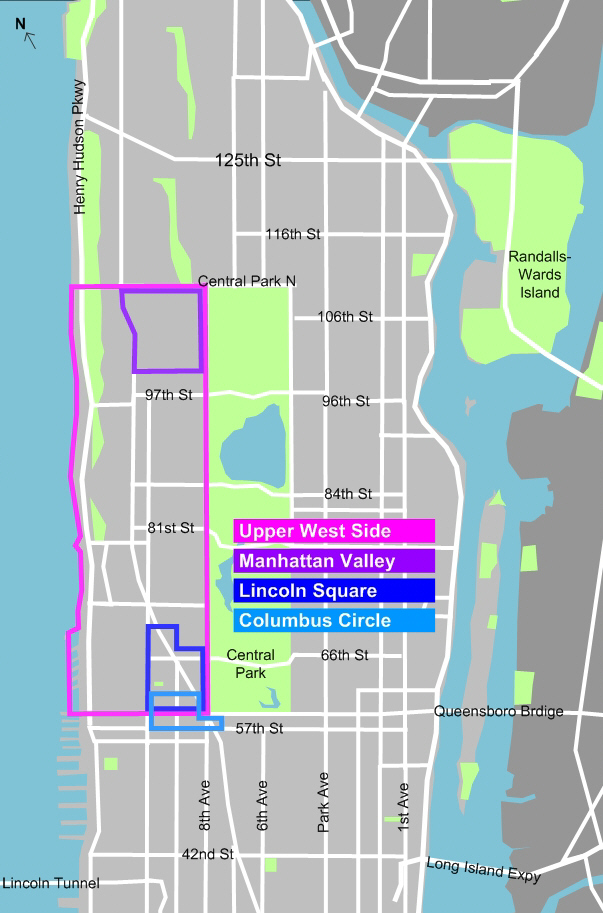
Carte de l'Upper West Side de Manhattan à New York.

Le film a pour décor l'Upper West Side de Manhattan à New York. 
L'immeuble de Kathleen Kelly (« Shopgirl »), dans lequel la caméra pénètre par le bow window du premier étage dès le début du film, se trouve au numéro 328 de la 89e Rue (en) ouest (40° 47′ 29″ N, 73° 58′ 40″ O). Celui de Joe Fox (« NY 152 ») est situé, pour les besoins du tournage, non pas au 152 Riverside Drive mais au 210 et son entrée latérale se trouve dans la 93e Rue (en) ouest (40° 47′ 39″ N, 73° 58′ 34″ O).
Sur le trajet matinal vers leurs librairies respectives, ils se croisent sans se voir au niveau du 525 de la Onzième Avenue, puis au Starbucks Coffee à l'angle du numéro 2259 de Broadway et de la 81e Rue ouest (40° 47′ 07″ N, 73° 58′ 46″ O — le Starbucks n'existe plus à cette adresse), puis au débouché du Verdi Square (40° 46′ 45″ N, 73° 58′ 53″ O) que l'on voit dans le premier zoom de la maquette animée du générique et derrière le banc sur lequel ils grignotent plus tard. 
Le Fox & Sons Books Superstore, censé se trouver à proximité de la petite librairie, à l'angle du numéro 1972 de Broadway et de la 66e Rue ouest, à l'emplacement actuel d'un Century 21 (40° 46′ 27″ N, 73° 58′ 55″ O), a été implanté, pour les besoins du tournage, à l'angle de la Septième Avenue et de la 17e Rue. La librairie de Kathleen Kelly The Shop Around the Corner, est située au numéro 106 de la 69e Rue ouest, à proximité de Colombus Avenue, à l'emplacement actuel d'un pressing (40° 46′ 32″ N, 73° 58′ 50″ O).
Zabar's (en), l'épicerie dans laquelle Kathleen et Joe font leurs courses est située à l'angle du 2245 Broadway et de la 80e Rue (40° 47′ 06″ N, 73° 58′ 47″ O).
Le Cafe Lalo, lieu du rendez-vous entre les deux internautes qui ne se connaissent pas, se trouve au numéro 201 de la 83e Rue (40° 47′ 10″ N, 73° 58′ 36″ O).
Les bateaux des Fox père et fils (« Fox II » et « Fox III ») sont apontés au Port de plaisance de la 79e rue (en) sur l'Hudson face au New Jersey que saluent les enfants (40° 47′ 10″ N, 73° 59′ 06″ O), pratiquement, par une coïncidence étonnante, à l'endroit de l'amerrissage du vol US Airways 1549 en 2009 (40° 46′ 10″ N, 74° 00′ 17″ O).
Enfin le jardin de la 91e Rue (en) de la scène finale est situé au cœur du Riverside Park (40° 47′ 38″ N, 73° 58′ 43″ O).